# Elafonisos (ort)
Elafonisos är en ort i Grekland. Den ligger på ön med samma namn i prefekturen Lakonien och regionen Peloponnesos, i den södra delen av landet, 180 km söder om huvudstaden Aten. Elafonisos ligger 5 meter över havet och antalet invånare är 745.